# سام آکینده
سام آکینده (انگلیسی: Sam Akinde؛ زادهٔ ۱۴ آوریل ۱۹۹۳) بازیکن فوتبال است.
از باشگاه‌هایی که در آن بازی کرده‌است می‌توان به باشگاه فوتبال بارنت و باشگاه فوتبال هرفورد یونایتد اشاره کرد.